# Milton, Pennsylvania
Milton är en kommun (borough) i Northumberland County i Pennsylvania. Vid 2010 års folkräkning hade Milton 7 042 invånare.